# Ryan Vogelsong
Ryan Andrew Vogelsong (né le 22 juillet 1977 à Charlotte, Caroline du Nord, États-Unis) est un lanceur droitier de la Ligue majeure de baseball.
Joueur des Giants de San Francisco de 2011 à 2015, il compte une sélection au match des étoiles et participe aux victoires en Série mondiale 2012 et en Série mondiale 2014.

## Carrière
Ryan Vogelsong est repêché au 5e tour de sélection par les Giants de San Francisco en 1998. Il y commence sa carrière en 2000, jouant son premier match le 2 septembre.
Le 30 juillet 2001, les Giants échangent Vogelsong et le voltigeur Armando Rios aux Pirates de Pittsburgh en retour du lanceur Jason Schmidt et du voltigeur-premier but John Vander Wal.
Vogelsong joue avec les Pirates en 2001, puis de 2003 à 2006.

### Japon
Sa carrière n'allant nulle part dans les Ligues majeures, Vogelsong s'exile au Japon où il s'aligne en 2007 et 2008 avec les Hanshin Tigers, une équipe de la Ligue centrale située à Nishinomiya. En 2009, il endosse l'uniforme des Orix Buffaloes de la Ligue Pacifique.

### Retour aux États-Unis
De retour du Japon en 2010, Vogelsong passe un an dans les ligues mineures aux États-Unis avec des équipes affiliées aux Phillies de Philadelphie et aux Angels de Los Angeles sans rejouer dans les majeures.

### Giants de San Francisco

#### Saison 2011
Signé comme agent libre par son ancienne équipe, les Giants de San Francisco, en janvier 2011, il remplace en cours de saison le lanceur partant blessé Barry Zito. Jusque-là, Vogelsong avait surtout été employé comme lanceur de relève dans les ligues majeures. Il demeure au sein de la rotation de partants des Giants lorsque Jonathan Sanchez est à son tour blessé, et affiche une moyenne de points mérités de seulement 2,13 avec six victoires et un revers après 15 matchs. Il reçoit en juillet sa première invitation au match des étoiles du baseball majeur. Vogelsong termine la saison avec 13 victoires contre 7 défaites et un blanchissage. Sa moyenne de points mérités de 2,71 est la quatrième meilleure de la Ligue nationale et la sixième meilleure de tout le baseball majeur. Elle est aussi la meilleure parmi les lanceurs des Giants, tout juste devant la moyenne de 2,74 de Tim Lincecum.

#### Saison 2012
Du 15 avril au 8 août 2012, Vogelsong lance au minimum six manches à chacun de ses départs,. Cette séquence de 21 départs de suite prend fin alors qu'il s'approche du record de franchise (29) établi par Juan Marichal du 10 avril au 13 août 1968.
Vogelsong utilise la balle rapide, la balle courbe et le changement de vitesse.
Il a la chance de jouer pour la première fois en séries éliminatoires à l'automne 2012. Lanceur partant des Giants dans le troisième match de la Série de divisions à Cincinnati, il livre une belle performance avec son équipe qui fait face à l'élimination. Il n'est pas impliqué dans la décision mais San Francisco remporte un match où Vogelsong n'accorde qu'un point et trois coups sûrs en cinq manches au monticule, enregistrant 5 retraits sur des prises. En Série de championnat de la Ligue nationale face aux Cardinals de Saint-Louis, le droitier amorce deux rencontres, remportant chaque fois la victoire. Il est le partant dans les deuxième et sixième matchs et n'accorde que deux points en 14 manches lancées, pour une moyenne de points mérités de 1,29 contre Saint-Louis. À son second départ, son club faisant une fois de plus face à l'élimination, Vogelsong enregistre 9 retraits sur des prises, son plus haut total en carrière, en sept manches au monticule. Les Giants remportent la Série mondiale 2012 et Vogelsong est le lanceur gagnant du troisième match face aux Tigers de Détroit.

#### Saison 2013

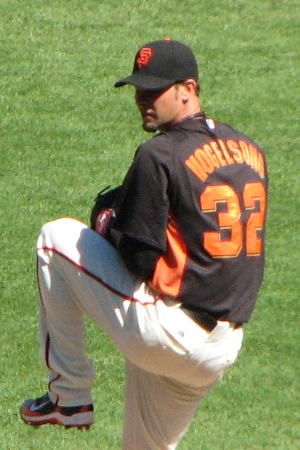
Ryan Vogelsong au camp d'entraînement des Giants de San Francisco en mars 2011.

Vogelsong connaît une saison 2013 difficile au cours de laquelle il ne joue que 19 rencontres. Sa moyenne de points mérités s'élève à 5,73 en 103 manches et deux tiers lancées, avec 4 gains et 6 revers. Il rate plusieurs semaines de jeu après s'être cassé la main droite lors d'une présence au bâton contre Washington en mai.
Le 4 décembre 2013, Vogelsong signe un nouveau contrat d'un an avec les Giants.

#### Saison 2014
Malgré une fiche perdante de 8-13 en 2014, il connaît une meilleure année avec une moyenne de points mérités qui se chiffre à 4,00 en 184 manches et deux tiers lancées, et reste en santé pour jouer 32 rencontres.
Vogelsong est le lanceur partant du 4e match de la Série de divisions pour les Giants contre les Nationals de Washington. Il ne reçoit pas de décision mais devient le premier lanceur de l'histoire à accorder un point ou moins dans chacun des 5 premiers départs de sa carrière en éliminatoires. Le record pour une telle séquence à n'importe quel moment dans une carrière est de 6 départs consécutifs, par Curt Schilling entre 1993 et 2001, mais Vogelsong ne parvient pas à battre cette marque avec une sortie rapide dans le quatrième match de la Série de championnat de la Ligue nationale, où il donne aux Cardinals de Saint-Louis 4 points en 3 manches lancées.
Il est pour la seconde fois en trois ans champion du monde lorsque les Giants gagnent la Série mondiale 2014. Vogelsong éprouve toutefois une série finale difficile face aux Royals de Kansas City, accordant 4 points mérités sur 7 coups sûrs lors de son départ dans le 4e affrontement. Il effectue par la suite une sortie d'une manche en relève sans accorder de point dans le 6e match de la finale.

#### Saison 2015
En 2015, le vétéran alterne entre son rôle habituel de lanceur partant et l'enclos de relève des Giants. Il effectue 22 départs et ajoute 11 apparitions en relève. En 135 manches lancées au total, sa moyenne de points mérités se chiffre à 4,67.

### Retour à Pittsburgh
Le 18 décembre 2015, Ryan Vogelsong retourne chez les Pirates de Pittsburgh, un des clubs de l'État où il a grandi, et où il n'a pas joué depuis une décennie. Souhaitant se tailler une place de lanceur partant, il accepte un contrat d'une saison d'une valeur de 2 millions de dollars, qui pourrait lui rapporter jusqu'à 5 millions selon certaines primes reliées à ses performances et son utilisation.